# الزويات (السفلات)
الزويات هي إحدى مشيخات المملكة المغربية، تتبع جغرافيا لإقليم الرشيدية وإداريًا لالسفلات. يقدر عدد سكانها بـ 1894 نسمة حسب الإحصاء الرسمي للسكان والسكنى لسنة 2004.